# Pierre de Villebois
La pierre de Villebois parfois appelée « choin de Villebois » est un type de calcaire utilisé massivement dans les constructions — en particulier religieuses — dans la grande région lyonnaise jusqu'aux années 1970 et la fin de l'exploitation des carrières de Villebois dans l'Ain en France.

## Géologie
La pierre de Villebois est un calcaire fin, assez compact, peu fossilifère mais fortement bioturbé, de différentes nuances de gris. Les bancs de « choin de Villebois » cumulent une épaisseur de 6 m, ils sont datés du Bathonien (Jurassique moyen), c'est-à-dire d'environ 167 Ma (millions d'années).
Le « choin » vient au-dessus d'une quarantaine de mètres de calcaires fins à silex également d'âge bathonien, il est lui-même surmonté des marnes du Callovien.
Les bancs élémentaires de la pierre de Villebois sont épais de 10 à 20 cm. Ils sont séparés par des stylolithes de grande amplitude.

## Utilisation

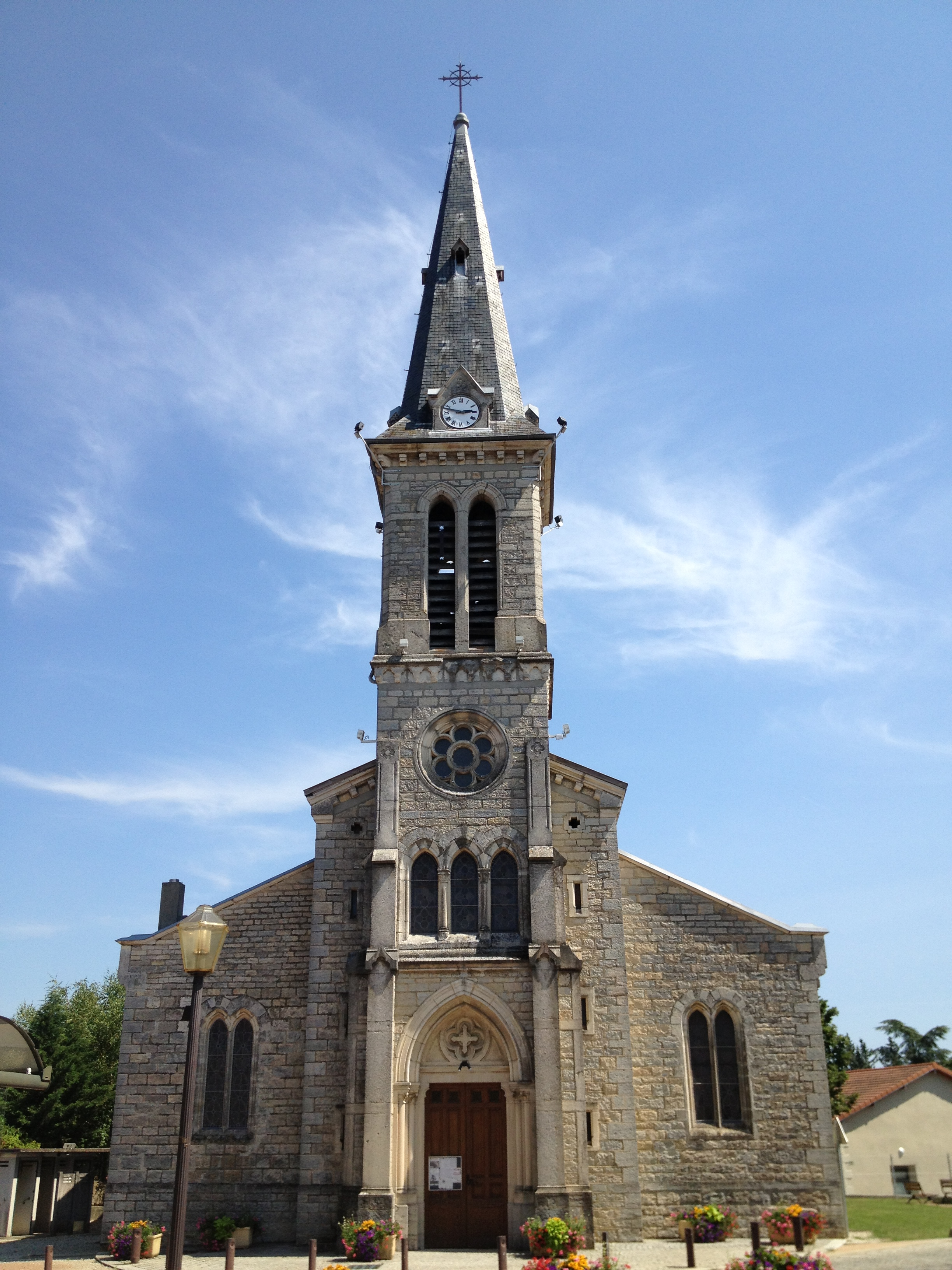
L'église Saint-Pierre de Béligneux entièrement construite en pierre blanche de Villebois.

Cette pierre naturelle est très dure. Elle est décrite comme étant « d'excellente qualité ».
Historiquement la pierre de Villebois est exploitée sur les deux rives du Rhône, à Villebois et Serrières-de-Briord en rive droite (département de l'Ain) ainsi qu'à Montalieu-Vercieu et Porcieu-Amblagnieu en rive gauche (département de l'Isère). La proximité du fleuve facilitait son acheminement jusqu'à Lyon.